# Поліха Ігор Зіновійович
Ігор Зіновійович Поліха (8 червня 1965) — український дипломат. Надзвичайний та Повноважний Посол України.

## Біографія
Народився 8 червня 1965 року на Львівщині .
Московський інститут міжнародних відносин (1989), спеціаліст-міжнародник зі знанням східних мов.
У 1997 році захистив дисертацію на здобуття наукового ступеня кандидата історичних наук в Інституті міжнародних відносин Київського Університету імені Тараса Шевченка. Науковий керівник -  доктор історичних наук, професор  Манжола Володимир Андрійович.
серпень 1989  - жовтень 1989 — референт-секретар, МЗС СРСР.
жовтень 1989 - лютий 1993 — референт, аташе, Посольство СРСР в Республіці Індія.
лютий 1993  -  серпень 1994 — 3-й, секретар, 2-й секретар, Посольство України в Республіці Індія.
серпень 1994 - 1997   -  1-й секретар відділу АТР Управління країн АТР, БСС та Африки, 1-й секретар, радник  відділу звичайних збройних сил УКОР МЗС України.
1997 - 1999  - заступник завідувача відділу, завідувач відділу двостороннього співробітництва  Головного управління з питань зовнішньої політики Адміністрації Президента України.
2000 - 2002  - радник-посланник, Посольство України в Турецькій Республіці.
2002 - 2004  - заступник керівника Головного управління з питань зовнішньої політики Адміністрації Президента України.
25 серпня 2004  - 7 лютого 2007 — Надзвичайний та Повноважний Посол України в Пакистані.
7 лютого 2007 -  5 лютого 2010 — Надзвичайний та Повноважний Посол України в Індії.
13 вересня 2007  - 5 лютого 2010 — Надзвичайний та Повноважний Посол України в Бангладеші за сумісництвом.
13 вересня 2007 - 5 лютого 2010 — Надзвичайний та Повноважний Посол України на Мальдівах за сумісництвом.
1 жовтня 2007  - 5 лютого 2010 — Надзвичайний та Повноважний Посол України в Шрі-Ланці за сумісництвом
5 лютого 2008  - 5 лютого 2010 — Надзвичайний та Повноважний Посол України в Непалі за сумісництвом.
2010—2011 — директор Шостого територіального департаменту МЗС України.
2011—2012 — директор Четвертого територіального департаменту МЗС України.
2012—2015 — директор Департаменту Азіатсько-Тихоокеанського регіону МЗС України.
24 листопада 2015  -  9 липня 2022 року — Надзвичайний та Повноважний Посол України в Індії.
12 травня 2016  -  9 липня 2022 року — Надзвичайний та Повноважний Посол України на Мальдівах за сумісництвом.
15 червня 2016  -  9 липня 2022 року — Надзвичайний та Повноважний Посол України в Непалі за сумісництвом.
18 червня 2016  -  9 липня 2022 року — Надзвичайний і Повноважний Посол України в Демократичній Соціалістичній Республіці Шрі-Ланка за сумісництвом.
23 листопада 2016  - 9 липня 2022 року — Надзвичайний і Повноважний Посол України в Бангладеш за сумісництвом.
З 2022 року Посол з особливих доручень МЗС України.
21 серпня 2009 року Указом Президента України присвоєний дипломатичний ранг Надзвичайного і Повноважного Посла.